# 吴国华 (1961年)

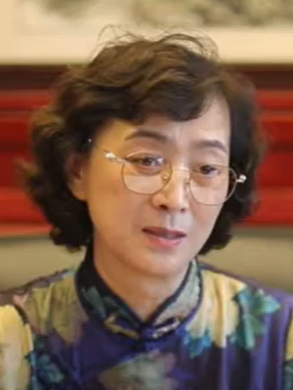
吴国华

吴国华（1961年9月—），女，汉族，籍貫台湾苗栗，生于黑龙江富锦，现任台盟中央副主席、第十三届全国政协常委、港澳台侨委员会副主任。

## 生平
1989年加入农工民主党，2007年加入台湾民主自治同盟，历任第八届、九届台盟中央常委，第十届台盟中央副主席。第十二届全国政协委员，第十三届全国政协常委，第八届黑龙江省政协委员，第九届、十届黑龙江省政协常委，第十一届佳木斯市人大常委。第八届、九届、十届全国妇联执委。第七届全国台联理事，第八届全国台联常务理事，第六届、七届黑龙江省台联副会长。